# فاسكو براتوليني
فاسكو براتوليني (19 أكتوبر 1913 - 12 يناير 1991)، هو كاتب إيطالي من القرن العشرين. تم ترشيحه لجائزة نوبل في الأدب ثلاث مرات.

## سيرة شخصية
ولد براتوليني يوم 19 أكتوبر 1913 في فلورنسا وعمل في وظائف مختلفة قبل دخوله عالم الأدب بفضل معرفته بإيليو فيتوريني. في عام 1938 أسس مع ألفونسو جاتو مجلة «Campo di Marte». يرتكز عمله على مبادئ سياسية راسخة والكثير منه متجذر في الحياة العادية ومشاعر الطبقة العاملة العادية المتواضعة في فلورنسا.
خلال الحرب العالمية الثانية قاتل مع الثوار الإيطاليين ضد الاحتلال الألماني. بعد الحرب عمل أيضا في السينما، وكتب سيناريو لأفلام مثل لوتشينو فيسكونتي الصورة روكو الصناعات الاستخراجية سواي FRATELLI ، روبرتو روسيليني الصورة بيزة وأفلان أخرى.
أنتج الملحن السوفيتي كيريل مولشانوف أوبرا باللغة الروسية فيا ديل كورنو استنادًا إلى قصة مناهضة للفاشية كتبها براتوليني.

## من مؤلفاته المترجمة إلى العربية
- رواية: «قصة عائلية» (ترجمها إلى العربية د. فوزي عيسى).
- رواية: «الشوارع العارية»  (ترجمها إلى العربية إدوار الخراط).

## روابط خارجية
فاسكو براتوليني على موقع IMDb (الإنجليزية)
- فاسكو براتوليني على موقع الموسوعة البريطانية (الإنجليزية)
- فاسكو براتوليني على موقع أول موفي (الإنجليزية)
- فاسكو براتوليني على موقع قاعدة بيانات الأفلام السويدية (السويدية)
- فاسكو براتوليني على موقع قاعدة بيانات الفيلم (الإنجليزية)
- فاسكو براتوليني على موقع كينوبويسك (الروسية)